# Richard Orlans
Richard Jérome Orlans (Gent, 6 oktober 1931) is een Belgisch voormalig voetballer die speelde als middenvelder. Hij voetbalde in Eerste klasse bij ARA La Gantoise (het huidige KAA Gent), Cercle Brugge en RSC Anderlecht en speelde 21 interlands met het Belgisch voetbalelftal. Na zijn spelersloopbaan was Orlans eveneens voetbaltrainer.
Hij is tevens de vader van voetbalbestuurder Patrick Orlans.

## Loopbaan

### In Eerste klasse
Orlans sloot zich in 1946 op 15-jarige leeftijd aan bij ARA La Gantoise en doorliep er de jeugdrangen. In 1949 debuteerde hij als middenvelder in het eerste elftal van de ploeg. Orlans verwierf er een vaste basisplaats vanaf het seizoen 1950/51 en werd met de ploeg tweede in 1955 en driemaal derde (1954, 1957 en 1958). Orlans bleef er voetballen tot in 1961.
Tussen 1955 en 1958, een sterke periode van La Gantoise, speelde Orlans 21 wedstrijden met het Belgisch voetbalelftal en scoorde in totaal vijf doelpunten. Zijn sterkste interland speelde Orlans op 3 juni 1956 in de wedstrijd België-Hongarije die gewonnen werd met 5-4. Aan de rust stond het 1-3 voor Hongarije maar in de tweede helft konden de Rode Duivels terugkeren en scoorde Orlans eerst het gelijkstellende derde doelpunt en daarna het winnende vijfde doelpunt. In dat jaar werd Orlans vijfde achter winnaar  Vic Mees in het referendum om de Belgische Gouden Schoen.
In 1961 trok Orlans naar het pas gepromoveerde Cercle Brugge en kon met de ploeg het behoud verzekeren in Eerste klasse. Orlans speelde een sterk seizoen en werd nog tweemaal geselecteerd als invaller voor de nationale ploeg maar speelde niet mee.
De sterke prestaties van Orlans bij Cercle waren trainer Sinibaldi van RSC Anderlecht niet ontgaan en Orlans maakte de overstap naar de Brusselse ploeg. In zijn eerste seizoen speelde Orlans een sterk Europees seizoen. In de Europacup II 1962/63 bereikte hij met RSC Anderlecht de kwartfinales nadat eerder Real Madrid werd uitgeschakeld. Het daaropvolgende seizoen werd Orlans met de ploeg landskampioen. Op dat moment sloot Orlans zijn periode in Eerste klasse af. Hij speelde in totaal 320 wedstrijden op het hoogste niveau en scoorde hierbij in totaal 50 doelpunten.

### Op lager niveau
Op lager niveau speelde Orlans nog bij SK Roeselare in Derde klasse (1964-1965). Als speler-trainer was hij actief bij Zwevegem Sport in Derde klasse (1965-1969) en 
daarna terug bij SK Roeselare (1969-71).
Nadat hij in 1970 zijn trainersdiploma behaalde aan de trainersschool op de Heizel werd Orlans trainer bij AS Oostende in Tweede klasse (1971-1972) waar hij vroegtijdig vertrok. Orlans ging aan de slag bij Excelsior Moeskroen maar de degradatie naar Vierde klasse kon niet vermeden worden. Orlans ging terug naar Zwevegem Sport in Vierde klasse en was er nog twee seizoenen speler-trainer. (1972-1974)
In 1974 werd Orlans trainer bij KAA Gent dat ondertussen in Derde klasse verzeild was. In zijn eerste seizoen werd de promotie naar Tweede klasse gevierd en hij bleef daarna nog één seizoen bij de club. In 1976 stelde Orlans zich kandidaat om bondscoach Raymond Goethals op te volgen maar het was Guy Thys die de nieuwe bondscoach werd. Daarna was Orlans nog twee seizoenen trainer van RRC Gent in Vierde klasse en in 1982 was hij nog even bondscoach van Zaïre.